# Pseudotomoderus sulawesianus
Pseudotomoderus sulawesianus is een keversoort uit de familie snoerhalskevers (Anthicidae). De wetenschappelijke naam van de soort is voor het eerst geldig gepubliceerd in 2005 door Telnov.